# Johann Neuber (Schauspieler)
Johann Neuber (* 22. Januar 1697 in Reinsdorf (Sachsen); † 1759 in Dresden) war ein deutscher Theaterschauspieler und der Ehemann der Theaterprinzipalin Friederike Caroline Neuber.

## Leben
1717 flohen Johann und Friederike, um Friederikes gewalttätigem Vater zu entkommen und schlossen sich der Spiegelberg’schen Theatertruppe an. 1718 heirateten die beiden im Braunschweiger Dom.
1725 übernahm das Ehepaar die Haack-Hoffmann’sche Truppe. 1727 richteten die Neubers auf eigene Kosten das Theater über den Fleischbänken, im Haus Großer Blumberg am Brühl in Leipzig, ein. Als ihr sächsisches Komödiantenprivileg mit dem Tod Augusts des Starken 1733 erlosch, begann eine Übergangszeit, die nach mehreren Eingaben bei der Stadt mit der Spielerlaubnis am 20. Mai 1734 zunächst überstanden schien. Jedoch machte Johann Neuber aus nicht geklärten Gründen auf dem Leipziger Rathaus „in ehelicher Vormundschafft seines Eheweibes“ dieses Ergebnis zunichte, indem er gegen den Willen seiner Frau die Spielerlaubnis nach Endigung der Spielzeit an den Konkurrenten, Prinzipal und Hanswurst Joseph Ferdinand Müller abtrat. Er unterschrieb einen Vergleich, der diesem das Theater in Leipzig für eine geringe Entschädigung überließ. Dies führte beinahe zum Ruin der Truppe.